# Georgia Coleman
Georgia V. Coleman (później Gilson, ur. 23 stycznia 1912 w St. Maries, zm. 14 września 1940 w Los Angeles) – amerykańska skoczkini do wody. Wielokrotna medalistka olimpijska.
Brała udział w dwóch igrzyskach (IO 28, IO 32), na obu zdobywała medale (łącznie cztery). W 1928, po zaledwie sześciomiesięcznych treningach, zajęła drugie w skokach z wieży i trzecie z trampoliny. Cztery lata później zwyciężyła w skokach z trampoliny i ponownie była druga w skokach z wieży. Była mistrzynią USA.
W 1966 została przyjęta do International Swimming Hall of Fame.